# 澳大利亞人口普查
澳大利亞人口普查是五年一度澳大利亞全國性的人口普查，其主要目的在於收集常住人口，包括該國公民、永久居民以及海外訪客的關鍵人口、社會和經濟數據。

## 延伸閱讀
- Wright, Beth. . Australian Bureau of Statistics. Australian Government. 2011-03-01  [2023-03-09]. （原始内容存档于2016-05-13）.